# Gelbes Schloss Wehrda

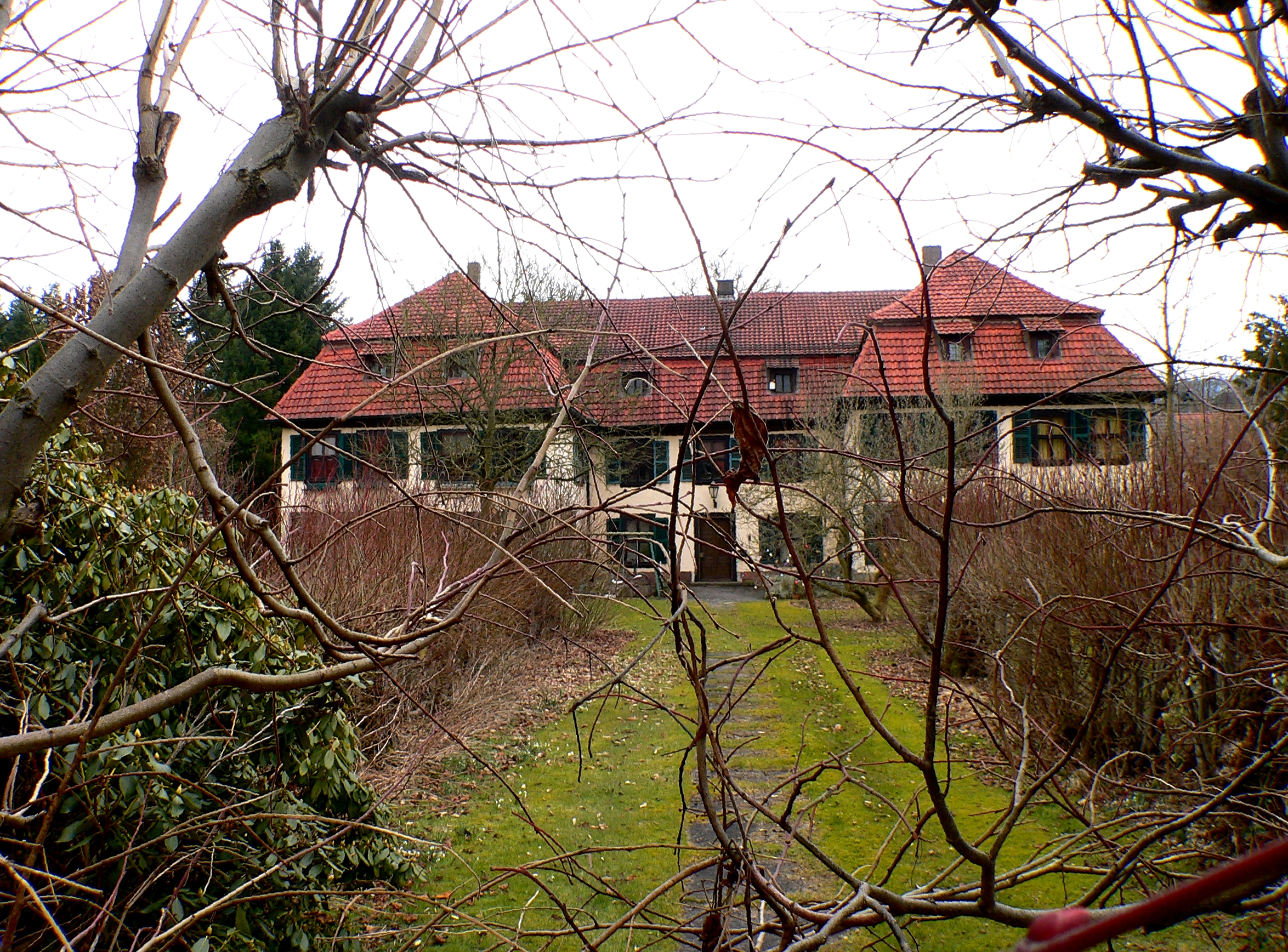
Gelbes Schloss Wehrda

Das Gelbe Schloss ist ein großes, villenähnliches Anwesen in der Dorfmitte von Wehrda in der Marktgemeinde Haunetal in Hessen.

## Geschichte
Das Gebäude stammt aus dem 17. Jahrhundert und ist ein hufeisenförmiger Barockbau mit einem Mansarddach.
Die Besitzer der Villa betreiben Waldwirtschaft, auf den Ländereien gibt es einen Saatgutbetrieb für Gräser. Hier war auch der Ursprung des Versuchsgutes für Grünlandwirtschaft um das Schloss Eichhof, dem heutigen Landwirtschaftszentrum Eichhof.
In Wehrda gibt es auch das Schloss Hohenwehrda (Hermann-Lietz-Schule) und in unmittelbarer Nachbarschaft das Rote Schloss.